# Забара, Олеся Александровна
Олеся Александровна Забара (род. 6 октября 1982, Махошевская, Краснодарский край), в девичестве Буфалова, во втором замужестве Иваненко — российская легкоатлетка, специалистка по тройному прыжку. Выступала за сборную России по лёгкой атлетике в 2006—2012 годах, обладательница двух серебряных медалей чемпионатов Европы в помещении, чемпионка и призёрка первенств национального значения, участница ряда крупных международных стартов, в том числе чемпионата мира в Осаке. Представляла Краснодарский край и Адыгею. Мастер спорта России международного класса.

## Биография
Олеся Буфалова родилась 6 октября 1982 года в станице Махошевская Адыгейской автономной области.
Занималась лёгкой атлетикой под руководством Константина Александровича Чадина, тренировалась в Республиканском центре спортивной подготовки по лёгкой атлетике в Краснодаре. Выступала за Министерство образования и всероссийское физкультурно-спортивное общество «Динамо» (Краснодар-Майкоп).
Впервые заявила о себе в тройном прыжке на взрослом всероссийском уровне в сезоне 2006 года, когда с личным рекордом 14,50 метра победила на Кубке России в Туле. Попав в основной состав российской национальной сборной, выступила на чемпионате Европы в Гётеборге, где с результатом 14,23 метра заняла пятое место.
В 2007 году на зимнем чемпионате России в Волгограде превзошла всех своих соперниц в тройном прыжке и завоевала золотую медаль, после чего выиграла серебряную награду на чемпионате Европы в помещении в Бирмингеме. На летнем чемпионате России в Туле была второй позади Анны Пятых, тогда как на чемпионате мира в Осаке показала в финале восьмой результат. Кроме того, в этом сезоне была лучшей на Мемориале братьев Знаменских.
В 2008 году на зимнем чемпионате России в Москве стала серебряной призёркой, уступив Анне Пятых, в то время как на чемпионате мира в помещении в Валенсии заняла седьмое место (позже в связи с дисквалификацией гречанки Хрисопии Деветци переместилась в итоговом протоколе на шестую позицию).
В 2011 году уже под фамилией Забара одержала победу на зимнем чемпионате России в Москве. Побывала на чемпионате Европы в помещении в Париже, откуда привезла награду серебряного достоинства.
Принимала участие в чемпионате Европы 2012 года в Хельсинки, но в финал здесь не вышла.
В 2015 году на зимнем чемпионате России в Москве взяла в тройном прыжке бронзу.
Оставалась действующей спортсменкой вплоть до 2017 года, выступала также под фамилией Иваненко.
За выдающиеся спортивные результаты удостоена почётного звания «Мастер спорта России международного класса».